# Xuy Hi Vương
Kim Quan Già Da Huệ Vương (mất 451, trị vì 421–451) là vị vua thứ 7 của Kim Quan Già Da, một thành bang của liên minh Già Da vào thời Triều Tiên cổ đại. Ông là con của Tọa Tri Vương và phu nhân Boksu. Ông kết hôn với Nhân Đức (Indeok), cháu gái của tướng quân (gakgan) Jinsa.